# ژی‌تی‌اس‌بی
ژی‌تی‌اس‌بی (انگلیسی: Japan Trustee Services Bank) شرکت خدمات مالی و بانکداری ژاپنی است، که در سال ۲۰۰۰ تأسیس شد.